# CD Lugo
Der Club Deportivo Lugo ist ein spanischer Fußballverein aus der Stadt Lugo, Galicien. Der 1953 gegründete Klub spielt seit der Saison 2023/24 in der drittklassigen Primera Federación.

## Geschichte

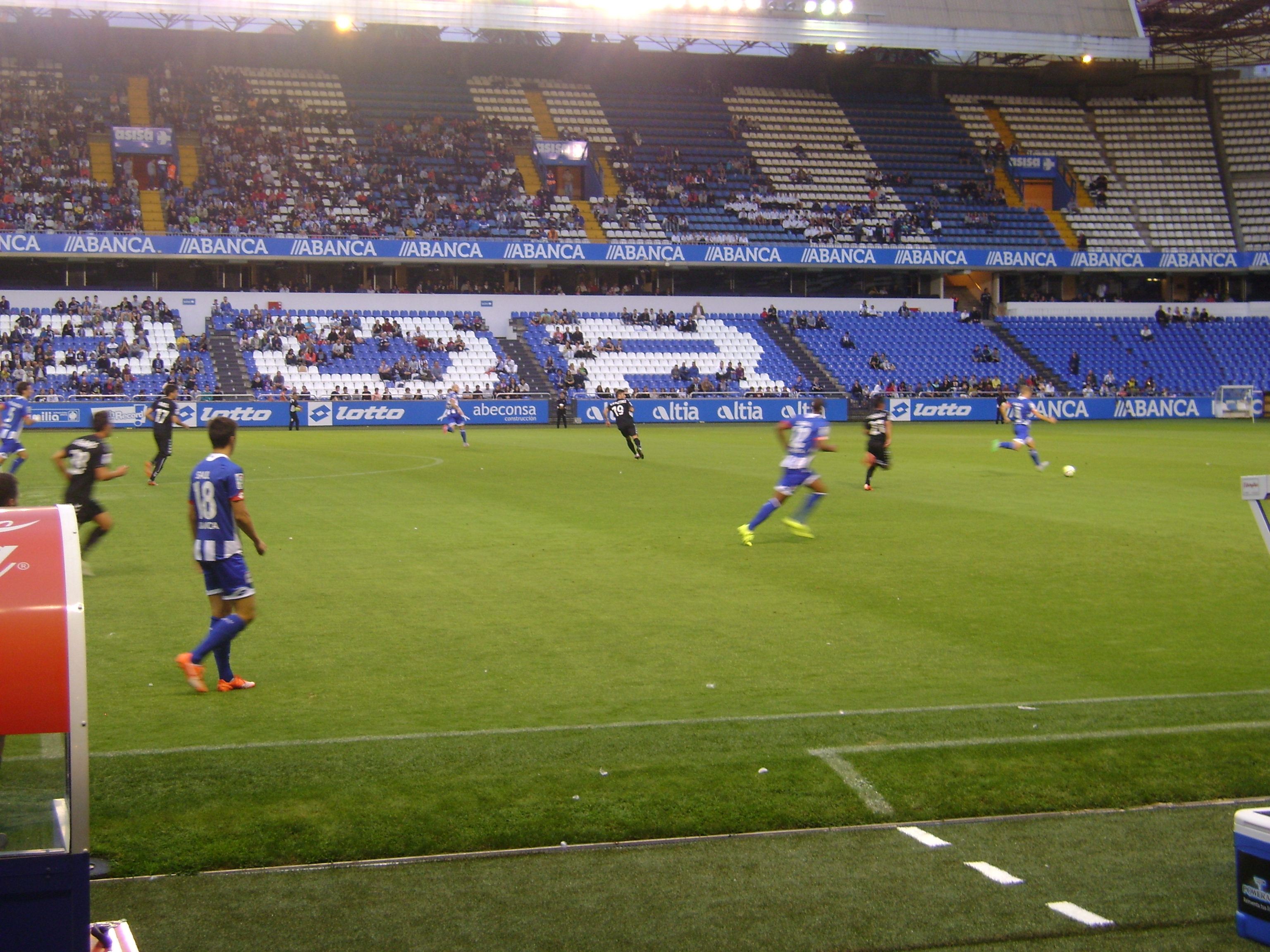
Deportivo La Coruña gegen CD Lugo

Der CD Lugo wurde im Juni 1953 durch den Zusammenschluss der beiden konkurrierenden Vereine Sociedad Gimnástica Lucense, welcher in der Segunda División spielte, und Club Deportivo Polvorín, welcher durch finanzielle Probleme vor der Auflösung stand, gegründet.
Die einzige Zweitligasaison  bis 2012 die Spielzeit 1992/93. Als Drittletzter mussten die Galicier gleich in ihrer ersten Saison den Weg zurück in die Segunda División B antreten.
Nach dem Abstieg entwickelte sich Lugo zu einer Fahrstuhlmannschaft zwischen der Segunda División B und Tercera División. In der Saison 2011/12 gelang dem Verein nach 19 Jahren die Rückkehr in die Segunda División, in der man sich bis 2023 halten konnte.
Nach dem Abstieg wurde mit Pedro Munitis ein ehemaliger spanischer Nationalspieler als Trainer verpflichtet.

## Stadion
CD Lugo spielt im Estadio Anxo Carro, welches eine Kapazität von 4.800 Zuschauern hat. Das Stadion wurde am 31. August 1974 in einem Turnier zwischen Gastgeber CD Lugo und den galicischen Rivalen Deportivo La Coruña und CD Lemos eröffnet.

## Statistik
- Spielzeiten Liga 2: 12
- Spielzeiten Liga 2B: 23
- Spielzeiten Liga 3: 35

### Erfolge
- Aufstieg in die Segunda División: 1992, 2012

### Spielzeiten
| Saison  | Liga (Spielklasse)       | Platzierung | Bemerkungen             |
| ------- | ------------------------ | ----------- | ----------------------- |
| 2004/05 | Tercera División (IV)    | 03. Platz   |                         |
| 2005/06 | Tercera División (IV)    | 02. Platz   | Aufstieg nach Play-offs |
| 2006/07 | Segunda División B (III) | 09. Platz   |                         |
| 2007/08 | Segunda División B (III) | 07. Platz   |                         |
| 2008/09 | Segunda División B (III) | 08. Platz   |                         |
| 2009/10 | Segunda División B (III) | 07. Platz   |                         |
| 2010/11 | Segunda División B (III) | 01. Platz   |                         |
| 2011/12 | Segunda División B (III) | 03. Platz   | Aufstieg nach Play-offs |
| 2012/13 | Segunda División (II)    | 11. Platz   |                         |
| 2013/14 | Segunda División (II)    | 12. Platz   |                         |
| 2014/15 | Segunda División (II)    | 15. Platz   |                         |
| 2015/16 | Segunda División (II)    | 14. Platz   |                         |
| 2016/17 | Segunda División (II)    | 09. Platz   |                         |
| 2017/18 | Segunda División (II)    | 12. Platz   |                         |
| 2018/19 | Segunda División (II)    | 18. Platz   |                         |
| 2019/20 | Segunda División (II)    | 16. Platz   |                         |
| 2020/21 | Segunda División (II)    | 18. Platz   |                         |
| 2021/22 | Segunda División (II)    | 16. Platz   |                         |
| 2022/23 | Segunda División (II)    | 22. Platz   | Abstieg                 |
| 2023/24 | Primera Federación (III) | 10. Platz   |                         |